# School Spirits
Espíritus en la Escuela es una serie de televisión estadounidense de drama adolescente sobrenatural creada por Megan Trinrud y Nate Trinrud, que se estrenó en la plataforma Paramount+ el 9 de marzo de 2023. La historia está basada en la próxima novela gráfica desarrollada por los Trinrud junto a Maria Nguyen. El elenco principal incluye a Peyton List, Kristian Ventura, Milo Manheim y Spencer MacPherson. En junio de 2023, la serie fue renovada para una segunda temporada, que se estrenó el 30 de enero de 2025. En marzo de 2025, se anunció su continuidad con una tercera temporada.

## Sinopsis
Ambientada en la ficticia Split River, Wisconsin, la serie sigue a Maddie, una adolescente atrapada en el más allá, mientras investiga su propia desaparición. Mientras se adapta a la vida escolar después de la muerte, Maddie inicia un viaje de descubrimiento que la lleva a revelar secretos y mentiras ocultos tras su caso.

## Reparto

### Principal
- Peyton List como Maddie Nears, una adolescente que, tras morir, queda atrapada en la secundaria Split River sin recordar lo que le ocurrió. A lo largo de la primera temporada, investiga su posible asesinato mientras permanece confinada en el recinto escolar como los demás espíritus.[3]  List también interpreta a Janet Hamilton, cuando este espíritu toma posesión del cuerpo de Maddie.
- Kristian Ventura como Simon Elroy. el mejor amigo de Maddie y la única persona viva capaz de verla y comunicarse con ella.[3]
- Milo Manheim como Wally Clark, un espíritu que falleció durante un partido de fútbol americano. Desarrolla un interés romántico por Maddie.[3]
- Spencer MacPherson como Xavier Baxter, el novio de Maddie antes de su muerte. Maddie descubre que él la engañaba con Claire Zomer, su antigua amiga y animadora del colegio.[3]
- Kiara Pichardo como Nicole Herrera, amiga cercana de Maddie y Simon.[3]
- Sarah Yarkin como Rhonda Rosen, un espíritu adolescente cínico, asesinada por su orientador vocacional.[4]
- Nick Pugliese como Charley, el primer amigo de Maddie en el más allá. Falleció por una reacción alérgica tras comer papas fritas cocinadas con aceite de cacahuete sin tener su EpiPen. Antes de morir, mantenía una relación con Emilio Figueroa, ahora profesor en la escuela.[3][4]
- Rainbow Wedell como Claire Zomer, animadora principal, novia secreta de Xavier y ex amiga de Maddie.[3]
- Josh Zuckerman como el Sr. Martin (recurrente en la temporada 1, principal en la 2). Espíritu que dirige un grupo de apoyo para adolescentes fallecidos. Era profesor de ciencias antes de morir en un incendio en su laboratorio.[3][4]
- Jess Gabor como Janet Hamilton (temporada 2), espíritu de una joven con vocación científica, criada en un hogar cristiano. Posee a Maddie tras un inesperado encuentro, intercambiando lugares en el más allá.
- Miles Elliot como Yuri (temporada 3;[5] recurrente en la temporada 2). Espíritu introvertido que pasa sus días en el torno de alfarería. Falleció en los años 70 en el invernadero escolar.[6]
- Ci Hang Ma como Quinn (temporada 3;[5] recurrente en la temporada 2). Espíritu que murió en una accidente de autobús tras volver de una competencia con la banda de música.[7]

### Recurrente
- Maria Dizzia como Sandra Nears, la madre alcohólica de Maddie, marcada por su dependencia al alcohol y las tensiones familiares que esta genera.
- RaeAnne Boon como Dawn (temporada 1, estrella invitada en la temporada 2), una adolescente que falleció por una electrocución accidental.[4]
- Patrick Gilmore como el Sr. Anderson, el profesor de literatura de la escuela secundaria, quien guarda un secreto.
- Ian Tracey como Baxter, el padre de Xavier y el sheriff de Split River. Está a cargo de la investigación sobre la desaparición de Maddie, mientras simultáneamente se postula para la reelección.
- Jennifer Tilly como la Dra. Deborah Hunter-Price (temporada 3)[5]
- Ari Dalbert como Kyle (temporada 3)[5]
- Erika Swayze como Livia (temporada 3)[5]

## Episodios
| Temporada | Episodios | Emisión Original    | Emisión Original    |
| --------- | --------- | ------------------- | ------------------- |
| Temporada | Episodios | Primera emisión     | Última emisión      |
| 1         | 8         | 9 de marzo de 2023  | 12 de abril de 2023 |
| 2         | 8         | 30 de enero de 2025 | 6 de marzo de 2025  |

### Temporada 1 (2023)
| Episodio | Título                | Dirigido Por | Guion por                    | Fecha de emisión   |
| --- | --------------------- | ------------ | ---------------------------- | ------------------ |
| 1 | Mi Supuesta Muerte    | Max Winkler  | Megan Trinrud & Nate Trinrud | 9 de marzo de 2023 |
| Mientras se adapta al purgatorio en la escuela Split River, Maddie está decidida a resolver el misterio de su desaparición.                                                        |                       |              |                              |                    |
| 2 | Bajo la Misma Marca   | Max Winkler  | Oliver Goldstick             | 9 de marzo de 2023 |
| Al acercarse a los espíritus del mundo de los fantasmas, Maddie empieza a descubrir los sucesos que rodean su muerte, hasta que descubre que hay alguien más implicado que Xavier. |                       |              |                              |                    |
| 3 | Sin Vida y Confundida | Oran Zegman  | Thomas Higgins               | 9 de marzo de 2023 |
| Con un sospechoso inesperado que podría estar involucrado en su muerte, Maddie se ve obligada a revelar más sobre esa relación, lo que tendrá consecuencias inesperadas.           |                       |              |                              |                    |

## Distribución
La primera temporada de Espíritus en la Escuela se estrenó el 9 de marzo de 2023 en Paramount+. La segunda temporada se estrenó el 30 de enero de 2025.

## Recepción
El sitio web de críticas Rotten Tomatoes reportó un índice de aprobación del 83 % y una calificación promedio de 7.3 sobre 10, basada en 18 reseñas. Según el consenso de la crítica, «Espíritus en la Escuela deja parte de su prometedor potencial sin explorar, pero la brillante actuación de Peyton List convierte este misterio paranormal en una serie imprescindible para cualquiera que recuerde el dolor fantasma de crecer».
Daniel D'Addario de Variety afirmó que, «sin perder de vista la tristeza detrás de la historia de Maddie, Espíritus en la Escuela logra ser sorprendentemente chispeante y divertida. Una prueba clara de que aún hay nuevas historias por contar sobre esa institución en la que nadie querría quedarse atrapado para siempre».

Por otro lado, Daniel Fienberg de The Hollywood Reporter expresó que, «aunque los elementos clásicos del género escolar pueden abrir la puerta a propuestas más audaces e ingeniosas que algunas series consideradas "más maduras", Espíritus en la Escuela, lamentablemente, no se atreve a cruzarla».
1. ↑  White, Peter (20 de junio de 2023). «School Spirits Renewed For Season 2». Deadline Hollywood. Consultado el 20 de junio de 2023.
2. ↑  «School Spirits Renewed For Season 3 By Paramount+». Deadline Hollywood. 19 de marzo de 2025. Consultado el 21 de marzo de 2025.
3. 1 2 3 4 5 6 7 8  Cusson, Kate (22 de agosto de 2023). «School Spirits Cast and Character Guide». MovieWeb (en inglés). Consultado el 20 de noviembre de 2024.
4. 1 2 3 4  Johnson, Erin (6 de diciembre de 2023). «How Everyone Died In School Spirits». ScreenRant (en inglés). Consultado el 20 de noviembre de 2024.
5. 1 2 3 4 5  Petski, Denise (21 de julio de 2025). «'School Spirits' Ups 2 To Series Regular, Adds 3 To Cast For Season 3». Deadline Hollywood. Consultado el 21 de julio de 2025.
6. ↑  Montemayor, Cece (9 de febrero de 2025). «Who Yuri Is & How He Died In School Spirits». ScreenRant (en inglés). Consultado el 5 de marzo de 2025.
7. ↑  Felt, Klein (4 de marzo de 2025). «School Spirits Season 2 Just Revealed What Actually Happened to Quinn». The Direct (en inglés). Consultado el 5 de marzo de 2025.
8. ↑  «New Original Young Adult Series School Spirits Premieres Thursday, March 9, Exclusively on Paramount+». www.paramountpressexpress.com (en inglés). 9 de enero de 2023. Consultado el 25 de enero de 2025.
9. ↑  Swift, Andy (21 de enero de 2025). «School Spirits' Peyton List and Milo Manheim Get Closer to the Truth (and Each Other) in Sexy Season 2 Trailer». TVLine (en inglés estadounidense). Consultado el 25 de enero de 2025.